# Carsten Dahl
Carsten Dahl (Kopenhagen, 3 oktober 1967) is een Deense jazzpianist.

## Biografie
Dahl voltooide een opleiding als percussionist bij Ed Thigpen en Alex Riel aan het Rytmisk Musikkonservatorium in Kopenhagen, voordat hij in 1988 naar de piano wisselde. Hij werd snel bekend in heel Europa en werkte samen met muzikanten als Johnny Griffin, James Moody, Andy Sheppard, Joe Lovano, Lutz Büchner, Ted Curson, Carmen Lundy, Jerry Bergonzi, Ed Neumeister, Tom Kirkpatrick, Jim Snidero, Phil Wilson, Pete Yellin, Wynton Marsalis, Thomas Agergaard, Benny Golson, Jimmy Cobb, Walter Booker, Jesper Thilo, Hans Ulrik, Fredrik Lundin, Trine-Lise Væring, Palle Mikkelborg, Tim Hagans en Eddie Gomez. Werken in een trio met Arild Andersen en Patrice Héral en met Lennart Ginman en Thomas Blachman verstevigde zijn reputatie als een belangrijke jazzpianist van de jongere generatie.
Hij toerde door verschillende Europese landen, evenals Mexico en Zuid-Afrika en trad op in New York met het trio van Mads Vinding (met wie hij sinds 1999 speelt bij Alex Riel). Hij werd o.a. onderscheiden met de Ben Webster-prijs (1997) en de JASA-prijs (2002). In 2006 ontving hij de Django d'Or (Denemarken) als een Master of Jazz.
Dahl gaf les aan het Esbjerg Conservatorium en later aan het Rytmisk Muzikkonservatorium in Kopenhagen. Hij componeerde o.a. vier pianostukken, een strijkkwartet, een stuk voor viool en piano en een werk voor tango-orkest.

## Discografie (selectie)
Dahl heeft aan minstens 350 cd-opnamen meegewerkt, waaronder:
- 1993: Minor Meeting met Jesper Lundgaard en Alex Riel
- 1998: Will You Make My Soup Hot And Silver met Frands Rifbjerg en Lennart Ginman
- 2000: Lys paa Himlen met Christina Nielsen
- 2001: JAZZPAR 2000 COMBO met Tony Coe, Jörg Huke, Lars Danielsson en Aage Tanggaard
- 2002: The Sign met Arild Andersen en Patrice Héral
- 2002: Butterfly Dream met Allan Vegenfeldt
- 2003: The Library Bar Concerts met Lennart Ginman en Thomas Blachman
- 2003: I den lille By, jazzoratorium met schrijver Klaus Rifbjerg en drummer Frands Rifbjerg
- 2004: Moon Water met Arild Andersen en Patrice Héral
- 2005: Copenhagen-Aarhus soloalbum
- 2013: Under The Rainbow met Arild Andersen en Jon Christensen
- 2013: Experience met Jesper Zeuthen, Nils Davidsen en Stefan Pasborg

- Bibliothèque nationale de France: cb14168623c (data)
- Gemeinsame Normdatei: 135272173
- International Standard Name Identifier: 0000 0000 5617 1256
- Library of Congress Control Number: no00006789
- MusicBrainz: 441718da-aa4f-421c-b4eb-a608eeae1aca
- Système universitaire de documentation: 087888297
- Virtual International Authority File: 256191325
- WorldCat: E39PBJdgYHrGJ7wYhQJV7Fw6Kd